# Changement de nom de communes en France dans les années 1870
Pour des articles plus généraux, voir Changement de nom de communes en France et Changement de nom de communes en France au XIXe siècle.
Cet article présente une liste des changements de nom de communes en France dans les années 1870.

## Années 1870

### 1870
| Code INSEE | Ancienne dénomination | Département | Nouvelle dénomination | Date                        |
| ---------- | --------------------- | ----------- | --------------------- | --------------------------- |
| 85191      | Napoléon-Vendée       | Vendée      | La Roche-sur-Yon      | Décret du 27 septembre 1870 |
| 56178      | Napoléonville         | Morbihan    | Pontivy               | Décret du 11 octobre 1870   |

### 1871
| Code INSEE | Ancienne dénomination  | Département | Nouvelle dénomination | Date                      |
| ---------- | ---------------------- | ----------- | --------------------- | ------------------------- |
| 85178      | Le Poiré-sous-Napoléon | Vendée      | Le Poiré-sur-Vie      | Décret du 20 janvier 1871 |

### 1872
| Code INSEE | Ancienne dénomination | Département                          | Nouvelle dénomination | Date                       |
| ---------- | --------------------- | ------------------------------------ | --------------------- | -------------------------- |
| 73064      | Triviers              | Savoie                               | Challes-les-Eaux      | Décret du 12 février 1872  |
| 74292      | Veaux                 | Haute-Savoie                         | Vaulx                 | Décret du 12 février 1872  |
| 71372      | Romanèche             | Saône-et-Loire                       | Romanèche-Thorins     | Décret du 29 juillet 1872  |
| 91507      | Prunay                | Seine-et-Oise (actuellement Essonne) | Prunay-sur-Essonnes   | Décret du 6 novembre 1872  |
| 09061      | Les Bordes            | Ariège                               | Les Bordes-sur-Arize  | Décret du 21 novembre 1872 |
| 15141      | Moissac               | Cantal                               | Neussargues           | Décret du 10 décembre 1872 |
| 45175      | Jouy-le-Pothier       | Loiret                               | Jouy-le-Potier        | Décret du 14 décembre 1872 |
| 26234      | Piégros               | Drôme                                | Piégros-la-Clastre    | Décret du 17 décembre 1872 |

### 1873
| Code INSEE | Ancienne dénomination    | Département     | Nouvelle dénomination      | Date                       |
| ---------- | ------------------------ | --------------- | -------------------------- | -------------------------- |
| 30108      | Saint-Martin-de-Corconac | Gard            | L'Estréchure               | Décret du 3 février 1873   |
| 36159      | Lourouer-les-Bois        | Indre           | Le Poinçonnet              | Décret du 3 mars 1873      |
| 21551      | Saint-Germain-la-Feuille | Côte-d'Or       | Saint-Germain-Source-Seine | Décret du 22 juillet 1873  |
| 09062      | Les Bordes               | Ariège          | Les Bordes-sur-Lez         | Décret du 3 décembre 1873  |
| 64092      | Lafonderie               | Basses-Pyrénées | Banca                      | Décret du 6 décembre 1873  |
| 77345      | Orly                     | Seine-et-Marne  | Orly-sur-Morin             | Décret du 26 décembre 1873 |

### 1874
| Code INSEE | Ancienne dénomination           | Département | Nouvelle dénomination   | Date                      |
| ---------- | ------------------------------- | ----------- | ----------------------- | ------------------------- |
| 12251      | Saint-Victor                    | Aveyron     | Saint-Victor-et-Melvieu | Décret du 26 janvier 1874 |
| 30198      | Saint-Marcel-de-Fouisfouillouse | Gard        | Les Plantiers           | Décret du 10 mars 1874    |
| 09221      | Ornolac                         | Ariège      | Ornolac-Ussat-les-Bains | Décret du 15 juillet 1874 |

### 1875
| Code INSEE | Ancienne dénomination | Département | Nouvelle dénomination | Date                       |
| ---------- | --------------------- | ----------- | --------------------- | -------------------------- |
| 24101      | Romain                | Dordogne    | Les Champs-Romains    | Décret du 5 octobre 1875   |
| 14077      | Blangy                | Calvados    | Blangy-le-Château     | Décret du 25 novembre 1875 |

### 1876
| Code INSEE | Ancienne dénomination | Département   | Nouvelle dénomination | Date                       |
| ---------- | --------------------- | ------------- | --------------------- | -------------------------- |
| 89265      | Montigny-le-Roi       | Yonne         | Montigny-la-Resle     | Décret du 24 janvier 1876  |
| 18265      | Patinges              | Cher          | Torteron              | Décret du 3 mars 1876      |
| 09213      | Cazals-des-Faurès     | Ariège        | Moulin-Neuf           | Décret du 13 novembre 1876 |
| 22023      | Pestivien             | Côtes-du-Nord | Bulat-Pestivien       | Décret du 24 novembre 1876 |

### 1877
| Code INSEE | Ancienne dénomination | Département | Nouvelle dénomination | Date                       |
| ---------- | --------------------- | ----------- | --------------------- | -------------------------- |
| 83054      | Solliès-Farlède       | Var         | La Farlède            | Décret du 20 novembre 1877 |

### 1878
| Code INSEE | Ancienne dénomination      | Département                           | Nouvelle dénomination | Date                       |
| ---------- | -------------------------- | ------------------------------------- | --------------------- | -------------------------- |
| 38320      | Amblagnieu                 | Isère                                 | Porcieu-Amblagnieu    | Décret du 25 février 1878  |
| 21122      | Chambolle                  | Côte-d'Or                             | Chambolle-Musigny     | Décret du 15 mars 1878     |
| 29006      | Perguet                    | Finistère                             | Bénodet               | Décret du 15 mars 1878     |
| 45016      | Autry                      | Loiret                                | Autry-le-Châtel       | Décret du 15 mars 1878     |
| 22080      | L'Hermitage                | Côtes-du-Nord                         | L'Hermitage-Lorge     | Décret du 25 mars 1878     |
| 46060      | Rouffiac                   | Lot                                   | Carnac-Rouffiac       | Décret du 25 mars 1878     |
| 61313      | Mille-Savates              | Orne                                  | Notre-Dame-du-Rocher  | Décret du 25 mars 1878     |
| 18118      | Saint-Germain-sur-l'Aubois | Cher                                  | Jouet-sur-l'Aubois    | Décret du 23 avril 1878    |
| 07331      | Vals                       | Ardèche                               | Vals-les-Bains        | Décret du 11 mai 1878      |
| 89125      | Courson                    | Yonne                                 | Courson-les-Carrières | Décret du 11 juin 1878     |
| 70457      | Rupt                       | Haute-Saône                           | Rupt-sur-Saône        | Décret du 10 août 1878     |
| 34126      | Villecelle                 | Hérault                               | Lamalou-les-Bains     | Décret du 9 septembre 1878 |
| 78522      | Rochefort                  | Seine-et-Oise (actuellement Yvelines) | Rochefort-en-Yvelines | Décret du 13 novembre 1878 |
| 01160      | Ferney                     | Ain                                   | Ferney-Voltaire       | Décret du 23 novembre 1878 |
| 02590      | Pargny                     | Aisne                                 | Pargny-la-Dhuys       | Décret du 26 décembre 1878 |

### 1879
| Code INSEE | Ancienne dénomination   | Département     | Nouvelle dénomination     | Date                       |
| ---------- | ----------------------- | --------------- | ------------------------- | -------------------------- |
| 22329      | Saint-Solain            | Côtes-du-Nord   | Saint-Solen               | Décret du 17 mars 1879     |
| 80672      | Ribemont                | Somme           | Ribemont-sur-l'Ancre      | Décret du 3 avril 1879     |
| 01067      | Étables                 | Ain             | Ceignes                   | Décret du 15 avril 1879    |
| 70197      | Dampierre-lez-Montbozon | Haute-Saône     | Dampierre-sur-Linotte     | Décret du 19 juin 1879     |
| 71575      | Vigny                   | Saône-et-Loire  | Vigny-lès-Paray           | Décret du 16 juillet 1879  |
| 35093      | Saint-Énogat            | Ille-et-Vilaine | Dinard-Saint-Énogat       | Décret du 21 juillet 1879  |
| 80066      | Beaucourt               | Somme           | Beaucourt-sur-l'Hallue    | Décret du 21 juillet 1879  |
| 01056      | Saint-Jérôme            | Ain             | Boyeux-Saint-Jérôme       | Décret du 28 octobre 1879  |
| 09079      | Carla-le-Comte          | Ariège          | Carla-Bayle               | Décret du 31 octobre 1879  |
| 69233      | Saint-Romain-de-Couzon  | Rhône           | Saint-Romain-au-Mont-d'Or | Décret du 31 octobre 1879  |
| 21150      | Chassagne-le-Haut       | Côte-d'Or       | Chassagne-Montrachet      | Décret du 27 novembre 1879 |
| 21512      | Puligny                 | Côte-d'Or       | Puligny-Montrachet        | Décret du 27 novembre 1879 |
| 28035      | Berchères-l'Évêque      | Eure-et-Loir    | Berchères-les-Pierres     | Décret du 27 novembre 1879 |
| 71259      | Ligny                   | Saône-et-Loire  | Ligny-en-Brionnais        | Décret du 2 décembre 1879  |